# 老公餅
老公餅是一種用肉末、蒜蓉、椒鹽和蛋黃做成，略帶點鹹的口味。另一種是南乳的紅色餡，外面灑上少許黑芝麻，捏製的形體比老婆餅略大，用以識別略小帶甜味的老婆餅，民間相傳發源自元末明初，經過後世歷代改良，逐漸演變成今日的口味配方。

## 起源傳說
元朝末年，統治者苛徵賦税，人民受盡剝削，窮困潦倒，強盜掠奪四起，當時許多的民兵起義抗元，最具代表性的一支軍隊便是後來的明太祖朱元璋所率領的起義軍。朱元璋的夫人馬氏是個聰明賢慧的人，在起義初期，糧食缺乏，為了籌備軍糧，利於軍隊四方征戰時擕帶，馬氏便想到將小麥、糕粉、冬瓜等食物和在一起磨成粉，捏製成乾餅做為軍隊出征時的軍糧，這種餅不僅隨時可以食用，又方便擕帶，對行軍征戰的機動力起了很大的幫助，經過後世人的發展改良，逐漸演變成現代老婆餅與老公餅的原型。